# ویلیام دی ماتیا
ویلیام دی ماتیا (به پرتغالی: William de Mattia) هافبک اهل برزیل است که در شهر کریسیوما و در تاریخ ۲۸ آوریل ۱۹۸۳ به دنیا آمده‌است.
ویلیام دی ماتیا در تیم‌های فوتبال باشگاه فوتبال فیگیرنسه سابقهٔ حضور دارد.